# Petrijevo
Petrijevo (cyr. Петријево) – wieś w Serbii, w okręgu podunajskim, w mieście Smederevo. W 2011 roku liczyła 1451 mieszkańców.